# Abbilddidaktik
Abbilddidaktik ist eine Fehlform didaktischer Unterrichtsplanung, die die Systematik der Fachwissenschaft unreflektiert auf den Unterrichtsprozess überträgt, ohne auf die Sichtweise und den Lernstand der Schüler zu achten.
Beispiele sind aus dem Geschichtsunterricht die Übertragung einer komplexen historischen Kausalität in die Unterrichtsdarstellung für die Schüler, aus dem Sprachunterricht die Einführung sachlich korrekter, aber komplizierter Regelwerke. Geboten ist jeweils eine didaktische Reduktion auf das verständliche Maß. Dies schließt spätere Ergänzungen nicht aus. Diese Reduktion nutzt auch der naturwissenschaftliche Unterricht, wenn er Atommodelle einführt, die nach dem heutigen Kenntnisstand überholt sind.
Durch Didaktische Analyse werden Stoffe oder Inhalte auf ihren Bildungsgehalt hin untersucht. Aus der Struktur des Gegenstandes lässt sich aber keine Struktur deduzieren, wie der Lernweg günstig gestaltet wird. Die Lernsubjekte müssen mitbedacht und dürfen nicht als „Störgrößen“ des Prozesses gesehen werden.
Sprachlich könnte hinter dem Ausdruck die vermeintliche platonische Erkenntnis der reinen Idee als der wahren Sache stecken, deren „Abbild“ oder Schatten in der „getrübten“ Wirklichkeit erscheint.